# Рыбница (Вологодская область)
Рыбница — деревня в Белозерском районе Вологодской области.
Входит в состав Гулинского сельского поселения, с точки зрения административно-территориального деления — в Гулинский сельсовет.
Расположена на берегу реки Рыбницы. Расстояние по автодороге до районного центра Белозерска — 48 км, до центра муниципального образования деревни Никоновская — 18 км. Ближайшие населённые пункты — Бестужево, Елино, Паутово.
По данным переписи в 2002 году постоянного населения не было.